# EP u dvoranskom hokeju 1984.
Europsko prvenstvo u dvoranskom hokeju za muške 1984. se održalo u Škotskoj, u Edinburghu od 10. do 12. veljače.

## Sudionici
Sudionici su bili Nizozemska, Italija, SR Njemačka, Škotska, Francuska i Engleska.

## Natjecateljski sustav
Igralo se po jednostrukom ligaškom sustavu u jednoj natjecateljskoj skupini.

## Rezultati
Škotska - SR Njemačka 5:16

Nizozemska - Italija 16:11

Nizozemska - Francuska 10:9

Škotska - Nizozemska 8:3

SR Njemačka - Francuska 12:5

Škotska - Francuska 5:9
Italija - Francuska 5:5

Engleska - Francuska 10:7

Škotska - Italija 10:7
SR Njemačka - Engleska 11:2

Engleska - Italija 9:6

SR Njemačka - Italija 17:9

Engleska - Nizozemska 8:7

SR Njemačka - Nizozemska 11:6

Škotska - Engleska 1:4
```
Mj.  Sastav    Ut  Pb  N Pz Ps:Pr  Bod
1. SR Njemačka  5   5  0  0 67:27   10
2. Engleska     5   4  0  1 33:32    8
3. Nizozemska   5   2  0  3 42:47    6
4. Škotska      5   2  0  3 29:39    4
5. Francuska    5   1  1  3 35:42    3
6. Italija      5   0  1  4 38:57    1
```

## Konačna ljestvica
| Mj. | Država      |
| --- | ----------- |
| 1.  | SR Njemačka |
| 2.  | Engleska    |
| 3.  | Nizozemska  |
| 4.  | Škotska     |
| 5.  | Francuska   |
| 6.  | Italija     |

Naslov europskog prvaka je osvojila SR Njemačka.